# Томская волость (Кузнецкий уезд)
То́мская во́лость — административно-территориальная единица, входившая в состав Кузнецкого уезда Томской губернии в 1910—1925 гг.
Следует учесть, что в 1915 году в губернии, в соседнем (Томском) уезде также имелась одноимённая волость.
Ныне это территория Новокузнецкого района Кемеровской области.